# Camila (telenovela)
Camila (no Brasil, Camila) é uma telenovela mexicana produzida por Angelli Nesma Medina para a Televisa e exibida pelo Canal de Las Estrellas entre 14 de setembro de 1998 a 15 de janeiro de 1999, em 90 capítulos, substituindo Vivo por Elena e sendo substituída por Nunca te olvidaré.
Com história original de Inés Rodena e adaptação de Gabriela Ortigoza, a trama é um remake do grande sucesso Viviana, produzida em 1978.
Foi protagonizada por Bibi Gaytán e Eduardo Capetillo e antagonizada por Adamari López, Kuno Becker, Lourdes Reyes e Mariagna Pratts.

## Sinopse
Camila é uma menina humilde que mora em uma cidade do interior com seu avô Don Genaro. Ela conhece Miguel em uma feira da cidade e aos poucos se apaixona por ele. Pouco depois de vários acontecimentos ocorridos, Miguel se casa com Camila no civil e promete que em breve se casarão na igreja. Os dias passam e Camila espera pacientemente em sua cidade por notícias de Miguel.
Enquanto isso, Mônica transformou a amizade de Miguel em namoro. Miguel manda cartas para Camila terminando o casamento. Mas quem recebe a carta é dom Genaro que, enfurecido, a queima e se prepara para ir à capital reclamar a Miguel. Sua raiva é tanta que seu coração não aguenta e ele morre nos braços de Camila, levando o segredo consigo para o túmulo.
Após o enterro, Camila vai para a capital em busca de seu marido Miguel que, tendo-a novamente em seus braços, sente que ela é quem ele realmente ama e promete a si mesmo se afastar de Mónica. Mónica acredita que Miguel quer terminar o relacionamento amoroso por causa da diferença econômica e convence o pai a torná-lo seu sócio. Assim sucedido pela oportunidade, Miguel aceita casar-se com Mónica, mas não encontra coragem para deixar Camila e continua com a sua vida dupla.
Na unidade habitacional onde mora, Camila faz amizade com Dona Chayo, uma boa mulher que a ama e a trata como uma filha. Ao saber da infidelidade de Miguel para com Camila, Doña Chayo fica indignada e leva Camila à igreja no dia do casamento de Miguel e Mónica. Camila, inconsolável com a hipocrisia de Miguel, foge sem contar que espera um filho dele. A dor causada pela traição do homem que ela ama profundamente, longe de destruí-la, despertará em Camila uma vontade indomável. Sozinha, ela enfrentará um mundo onde sua beleza e simplicidade despertarão inveja e paixão. Seu desejo de se destacar será impedido a cada passo, mas o amor de sua mãe a levará adiante. Determinada a lutar pelo filho e tentar esquecer o homem que apesar de tudo ela não deixou de amar.

## Elenco[3]
- Bibi Gaytán como Camila Flores Pérez
- Eduardo Capetillo como Miguel Gutiérrez Carrasco
- Adamari López como Mónica Iturralde Valenzuela
- Enrique Lizalde como Armando Iturralde
- Gabriela Goldsmith como Ana María Valenzuela de Iturralde
- Kuno Becker como Julio Galindo Olmedo
- Patricia Martínez como Rosario "Chayo" Juárez
- Lourdes Reyes como Selene Olivares
- Abraham Ramos como Pablo Juárez
- Yuvia Charlin como Beatriz Molina
- Arlette Pacheco como Iris Molina
- Julio Mannino como Ignacio «Nacho» Juárez
- Daniel Gauvry como Hernán Galindo
- Rebeca Mankita como Natalia Olmedo de Galindo
- Margarita Magaña como ':Laura Escobar
- Raúl Magaña como Iván Almeida
- Raquel Pankowsky como Gloria Márquez
- Mariagna Prats como Teresa Zúñiga Berrocal
- Maleni Morales como Mercedes Escobar
- Víctor Noriega como Dr. Robin Wicks
- Vanessa Guzmán como Fabiola Andere
- Gerardo Murguía como Andrade
- Polly como Julieta Palazzo
- Francesca Guillén como Cecilia Franco
- Diana Golden como Silvia Escalante
- Enrique Becker como Artemio Boscan
- Hector Cruz como Fausto Alamillo
- Ignacio López Tarso como Don Genaro
- Martha Navarro como Digna
- Evelyn Solares como Adela
- Sussan Taunton como Renata
- Mike Salas como Mike
- Giovan D'Angelo como Lorenzo Alarcón
- Dinorah Cavazos como Ada Obrera
- José Luis Montemayor como Rafael Buendía
- Ricardo Carrión como Lucio
- Xavier Ortiz como Rodrigo Sandoval[4]
- Rafael Inclán como Luis Lavalle
- Lisette Morelos como Ingrid Valverde
- Ismael Larrumbe como Agente Robledo
- Myrrah Saavedra como Sra. Urquidi
- Gustavo Negrete como Doctor
- Luis Uribe como Nicandro
- Indra Zuno como Elisa
- Virginia Gimeno como Patricia Robles
- Gerardo Peyrano como Álvaro
- Humberto Elizondo como Lic. Darío Suárez
- Julio Vega como Lic. Hinojosa
- Pablo Solares como Marroquín
- Liza Willert como Dra. Abasolo
- Sergio Sánchez como Leoncio
- Manuel Guízar como Dr. Fuentes
- Ricardo Vera como Director escuela de música
- Arturo Laphan como Agente Blanco
- Esteban Franco como Agente Pineda
- Silvio Fornaro como Fabián Leal
- Rosita Bouchot como La Canalla
- César Castro como Dr. Hurtado
- Enrique Hidalgo como Leonel
- Arturo Muñoz como Tomás "El Buitre" Camacho
- Rubén Morales como Lic. Eduardo Meléndez
- Roberto Miquel como Doctor
- Carlos Monden como Mario Larios
- Abraham Stavans como Sacerdote
- Claudia Troyo como Secretaria
- Geraldine Bazán como Paola
- Ragazzi
- Valentina Cuenca como Rosalía

## Prêmios e Indicações

### Prêmio TVyNovelas de 1999
| Categoria                | Indicação         | Resultado |
| ------------------------ | ----------------- | --------- |
| Melhor ator protagonista | Eduardo Capetillo | Indicado  |
| Melhor atriz antagônica  | Adamari López     | Indicada  |

## Exibição

### No México
Foi reprisada pelo seu canal original entre 15 de dezembro de 2008 a 27 de março de 2009 substituindo Marimar e sendo substituída por María Isabel.

### No Brasil
Foi exibida pelo SBT, entre 19 de fevereiro a 22 de junho de 2001, em 90 capitulos substituindo Maria Isabel e sendo substituída por Por Teu Amor.
Foi exibida pelo canal pago TLN Network entre 5 de dezembro de 2011 a 6 de abril de 2012 substituindo Garotas Bonitas e sendo substituída por Rebelde.

## Audiência

### No México
Em sua exibição original no México alcançou 29 pontos de média.

### No Brasil
No Brasil teve 11 pontos, sendo um dos maiores sucessos da extinta sessão "Tarde de Amor", do SBT.

## Versões
- Camila é baseada na radionovela La galleguita, de Inés Rodena. Outras versões foram:
  - El engaño, telenovela venezuelana produzida em 1968, estrelando Conchita Obach e Raúl Amundaray.
  - Viviana, telenovela mexicana produzida pela Televisa em 1978 por Valentín Pimstein, estrelando Lucía Méndez e Héctor Bonilla.
  - La Goajirita, telenovela venezuelana produzida pela RCTV em 1982, estrelando Caridad Canelón, Orlando Urdaneta e Franklin Virguez.
  - Los años pasan, telenovela mexicana produzida pela Televisa em 1985, estrelando Laura Flores e Manuel Saval.
  - Segunda parte de Valentina, telenovela mexicana produzida pela Televisa em 1993, estrelada por Verónica Castro e Rafael Rojas.
  - Contigo sí, telenovela mexicana produzida pela Televisa em 2021, estrelada por Alejandra Robles, Danilo Carrera e Brandon Peniche.